# 岳史迪
岳史迪上校（Steve Austin），男性，是美國超級英雄電視劇《無敵金剛》（原題：The Six Million Dollar Man）中的主角，由李·美佐斯（Lee Majors）飾演。《無敵金剛》在台灣曾由中視以原音配上中文字幕方式播出，香港則由無線電視於1970年代購入播出，當時的粵語版角色配音員為馮錦倫。

## 關於人名的港譯
《無敵鐵金剛》影集在香港播出時，主角的粵語譯名作「岳史迪」。其中「史迪」是當年翡翠台播出的粵語配音版本對「Steve」的音譯，而男主角的姓氏「Austin」粵語譯音應作「岳」，而非m~聲母的「莫」。因此港譯作「岳史迪」較為合理，而另一人名版本「莫史迪」則應為香港民間流傳的誤讀。

## 片頭介紹
當年香港無線翡翠台所播的粵語配音版本，把每集必播的片頭旁白譯為：「太空人，岳史迪，失事之後受咗重傷，經過醫生嘅診斷，認為可以改造佢，令佢變成一個左眼、右手、雙腳都與眾不同嘅超人，呢次改造，卒之成功，岳史迪而家，堅強、敏捷、智勇雙全。」（書面語譯：「太空人，岳史迪，失事後受了重傷，經過醫生診斷，認為可以把他改造，令他變成一個左眼、右手、雙腳都與眾不同的超人，這次改造，終於成功了，岳史迪現在，堅強、敏捷、智勇雙全。」)
畫面所見被稱為太空船及失事的片段，是現實中美國諾斯洛普公司的兩款舉升體測試機：HL-10由B52轟炸機在高空投放及M2-F2M2-F2試飛降落時失事的片段。
現實中，駕駛M2-F2發生意外的是試飛員彼得森，他在意外中受傷，因治療過程中感染葡萄球菌而導致右眼失明。

## 劇情
岳史迪上校經改造成為機械化人之後為國家工作（上司是奧斯卡·高德曼，翡翠台譯「高西加」，配音：金雷），負責特別任務，以他的特殊本領追捕惡人。

## 能力
由於當年科幻片電影特技未發達，所以劇中主角在緊急關頭突然大顯身手，慢鏡頭跳高十幾尺（實際上是高處跳下後以倒鏡播放，也即反向播放），或者跑步比汽車更快，最終完成任務，令觀眾大開眼界。
《無敵金剛009》在香港有很高的收視率，所以故事中他的女朋友，網球選手潔美·桑默斯（Jaime Sommers，香港翡翠台譯「沈珍美」，由琳賽·華格納飾演）也因為跳傘意外失事被改造成機械化人（但她卻失去了與史提夫·奧斯汀相關的記憶），在另一部延伸作品《無敵女金剛》（原題：The Bionic Woman，台灣亦由中視播出）中擔綱主角。

## 外部連結
- Six Million Dollar Man 無敵金剛 (片頭介紹) （页面存档备份，存于）
- 1973 Six Million Dollar Man 無敵金剛 （页面存档备份，存于）